# Gustav Friedrich Dünkelberg
Gustav Friedrich Dünkelberg (* 31. August 1814 auf Schloss Schaumburg; † 14. April 1875 in Diez) war ein deutscher Lohgerber und Mitglied der Landstände des Herzogtums Nassau.

## Leben
Gustav Friedrich Dünkelberg wurde als  Sohn des schaumburgischen Forst- und Kammermeisters Johann Friedrich Dünkelberg der Jüngere (* 29. April 1775; † 8. Februar 1828) und seiner Ehefrau Johannette Anne Margarethe geborene Unger (1789–1828, Tochter des Stadtschreibers Johannes Unger in Holzappel) geboren. Sein jüngerer Bruder Friedrich Wilhelm (1819–1912) war Agrar- und Forstwissenschaftler und  Mitglied des Preußischen Abgeordnetenhauses.
Gustav Friedrich  führte einen Betrieb, der sich mit der Lederverarbeitung
befasste.
Er betätigte sich politisch und gründete am 12. Juli 1848 in Wiesbaden mit anderen Abgeordneten, so Karl Braun, den  „Demokratischer Verein Wiesbaden“. Diese Vereinigung wurde bereits drei Tage später von Seiten der Regierung aufgelöst. Als  Nachfolgeorganisation wurde der „Verein zur Wahrung der Volksrechte“ gegründet. In beiden Vereinigungen war Dünkelberg Vorstandsmitglied.
Am 28. November 1850, als der Abgeordnete Ludwig Creutz sein Mandat niedergelegt hatte, wurde er dessen Nachfolger und blieb bis 1851 im Parlament.